# Csapó Attila
Csapó Attila (Makó, 1987. május 21. –) magyar színész.

## Élete
Gyerekkorától színész akart lenni. Családja mindvégig támogatja, bár a tanári pályán is szívesen látnák.
Középiskolai tanulmányait 2001–2005 között a szentesi Horváth Mihály Gimnázium drámatagozatán végezte kollégistaként. Ebben az időben a színháztól a film felé fordult, osztályfőnöke, Dózsa Erzsébet volt segítségére. Érettségi után Pesten előbb a Keleti István Művészeti Iskolában, majd két évig az Új Színház Stúdiójában folytatta pályafutását és ismét elkezdett aktívan a színházi világgal foglalkozni. Háromszor is felvételizett a Színház- és Filmművészeti Egyetem, miközben elvágyódva Magyarországról a Marosvásárhelyi Művészeti Egyetem bábszínész szakán tanult 2007-től 2008-ig, a második évet azonban már Budapesten kezdte – vendégdiákként – Meczner János és Csizmadia Tibor bábszínész osztályában. De ekkor is kockáztatott és felvételizett a színész szakra, miközben Marosvásárhelyről kirúgták.
2010-ben felvételt nyert a Színház- és Filmművészeti Egyetem színész szakára Marton László, Hegedűs D. Géza és Forgács Péter osztályába. Szakdolgozatát Jellem és jellemtelenség címmel írta. 2015-ben diplomázott és a Vígszínházhoz szerződött, de egyetemistaként már 2014 eleje óta a színház több bemutatójában is szerepelt (Vízkereszt, vagy amit akartok, Ha majd egyszer mindenki visszajön, A Mester és Margarita, Julius Caesar, Össztánc).
A TIM Stúdióban 2023-ban Rács címmel rendezett vizsgaelőadást.

## Színházi szerepei
A Színházi adattárban regisztrált bemutatóinak száma 2017. április 19-éig: 20.
- Vörösmarty Mihály:Csongor és Tünde:

Csongor (Új színház)
- Az ördöglátó – kortárs magyar költők versei (Új Színház Stúdiósai, Kapolcs malomsziget, 2007)[6]
- Tábori György: Peep Show (Új Színház Stúdiósai, Kapolcs faluház, 2008)
- Vannak tervei? (Színház- és Filmművészeti Egyetem, Fogasház, 2010)
- Ernst Theodor Amadeus Hoffmann, Gothár Péter, Kapec Zsuzsa: Diótörő (Ódry Színpad, 2012)
- William Shakespeare, Nádasdy Ádám: Hamlet (Ódry Színpad, 2013)
- Federico García Lorca, Illyés Gyula: Vérnász - Vőlegény (Ódry Színpad, 2013)
- Anton Pavlovics Csehov: Három Nővér Gyakorlatok (Ódry Színpad, 2013)
- William Shakespeare: Vízkereszt, vagy amit akartok - Orsino, Illyria hercege (Vígszínház Pesti Színház, 2014)
- Heinrich von Kleist, Molière: Amphitryon Ódry Színpad(, 2014)
- Eszenyi Enikő, Kovács Krisztina: Ha majd egyszer mindenki visszajön... (Vígszínház, 2014)
- Mihail Afanaszjevics Bulgakov, Michal Dočekal, Iva Klestilova, Kovács Krisztina: A Mester és Margarita (Vígszínház, 2014)
- William Shakespeare, Forgách András, Fekete Ádám, Vörös Róbert: Julius Caesar - Lucius (Vígszínház, 2014)
- Csokonai Vitéz Mihály: Karnyóné - Lipittlotty – Karnyóné gavallérja (Ódry Színpad, 2015)
- William Shakespeare, Vecsei H. Miklós: Athéni Timon (Ódry Színpad, 2015)

- színészként
- Molnár Ferenc: Játék a kastélyban - Ádám (Vígszínház)
- William Shakespeare: Vízkereszt, vagy amit akartok - Orsino, Illyria hercege (Pesti Színház, 2014)
- Békés Pál: Össztánc (Vígszínház, 2015)
- Presser Gábor, Sztevanovity Dusán, Horváth Péter: A padlás - BARRABÁS, B. Barrabás, a gengszter; RÉVÉSZ, aki csak külsőleg azonos Barrabással (Vígszínház)
- Lyman Frank Baum, Harold Arlen, E.Y. Harburg, Békés Pál, Sztevanovity Dusán: Óz, a csodák csodája - Gyáva oroszlán (Zeke) (Vígszínház, 2015)
- Friedrich Schiller, Hevesi Judit, Cziglényi Boglárka: Haramiák - Hermann; Tisztviselő; Moser (Pesti Színház, 2015)
- William Shakespeare, Nádasdy Ádám: A velencei kalmár - Solanio, fiatal úriember (Pesti Színház, 2016)
- Kincses Réka: A Pentheszileia Program - Nőgyógyász; Nagyapa; Dédapa (Vígszínház, Házi Színpad, 2016)
- Grecsó Krisztián, Molnár Ferenc, Dés László, Geszti Péter: A Pál utcai fiúk - Geréb (Vígszínház, 2016)
- Vecsei H. Miklós,[7] ifj. Vidnyánszky Attila: Kinek az ég alatt már senkije sincsen - Másik tanú, Sárváry Pál, Fáncsy Lajos, Gyulai Pál (Vígszínház, Pesti Színház)
- F. M. Dosztojevszkij, ifj. Vidnyánszky Attila: A félkegyelmű - Ganya  (Vígszínház, Pesti Színház)
- Molnár Ferenc, ifj. Vidnyánszky Attla: Liliom - Második detektív, Budai rendőr (Vígsznház)
- Mihail Bulgakov, Hegedűs D. Géza: Bíborsziget - Nyikanor Fosinkó ügyelő, Pászportu, papagáj (Vígszínház, Pesti Színház)
- William Shakespeare: Hamlet - Rosencrantz (Vígszínház, 2017)
- F. Scott Fitzgerald-Kovács Adrián-Vecsei H. Miklós-ifj. Vidnyánszky Attila: A nagy Gatsby - Nszié (Vígszínház, 2019)
- Lev Tolsztoj: Anna Karenina - Jasvin (Vígszínház, 2019)
- Jacques Prévert-Kovács Adrián-Vecsei H. Miklós-ifj. Vidnyánszky Attila: A szerelmek városa - Pier Fránszoá (Vígszínház, 2021)
- Joe Masteroff-John Kander-Fred Ebb: Kabaré - Bobby, a mulató pincére (Vígszínház, 2021)
- Vörös Róbert: Csáth és démonai -Brenner Dezső, Brenner József öccse/Sebésztanár (Vígszínház, 2021)
- Komán Attila: K utazásai: Ottó, Matyi (Vígszínház 2022)
- Hubay-Ránki-Vas: Egy szerelem három éjszakája: Henker Frigyes

(Vígszínház 2022)

## Filmek
- Drága Elza! (2014)
- Csak színház és más semmi (2019) ...bártender
- Béke - A nemzetek felett (2022)
- Semmelweis (2023) ...Markusovszky

## Díjai és kitüntetései
- Soós Imre-díj (2019)[8]
- A kis csillag is csillag díj (2022)[9]